# Separate but equal

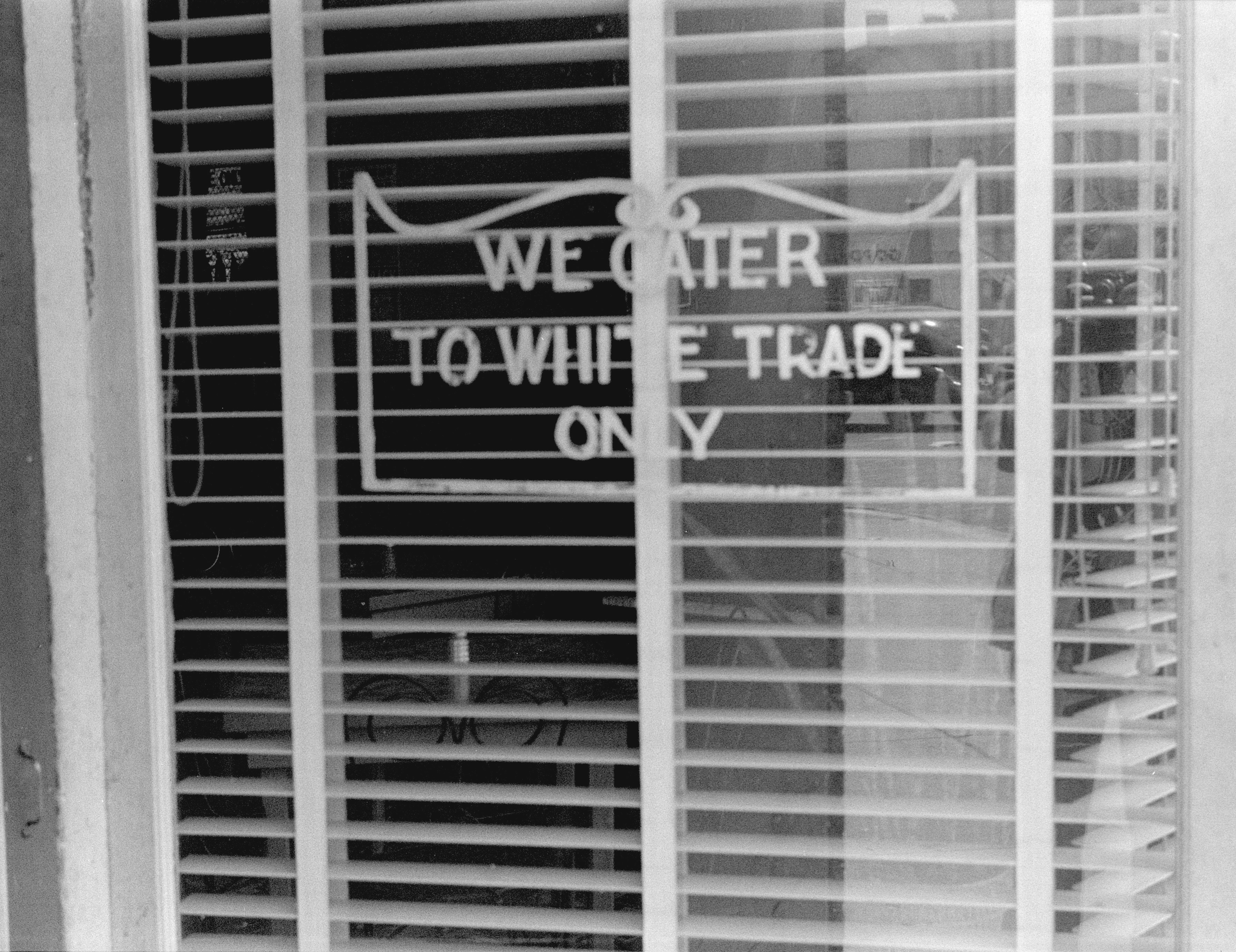
Uma vitrine de um restaurante em Lancaster, Ohio, que diz "Nós atendemos apenas brancos".

Separate but equal (em português: "Separado mas igual") foi uma doutrina jurídica da lei constitucional dos Estados Unidos que justificava e permitia segregação racial naquele país como não sendo uma violação da décima-quarta emenda da constituição estadunidense, a qual garante proteção e direitos civis iguais a todos os cidadãos. Sob essa doutrina, o governo podia permitir que setores públicos ou privados como os de serviços, instalações, acomodações, moradia, cuidados médicos, educação, emprego e transporte pudessem ser separados, com base na raça, desde que a qualidade de cada um desses serviços fosse igual. Esta frase foi proferida notoriamente pela primeira vez na Luisiana, em 1890, embora o termo usado na verdade tenha sido "igual mas separado".
Esta doutrina foi confirmada na decisão Plessy v. Ferguson de 1896 pela Suprema Corte dos Estados Unidos, que legalizou a segregação racial no nível estadual. Embora leis segregacionistas já existissem antes disso, esta decisão acabou impulsionando as segregações nos estados, na era das leis Jim Crow, que havia começado de fato em 1876, restringindo os direitos e liberdades civis de milhões de afro-americanos sem nenhuma pretensão de igualdade durante o período da Reconstrução. Nos anos posteriores cerca de 17 estados adotaram leis segregacionistas, restringindo direitos dos negros.
Esta doutrina só começou a cair após uma série de Decisões da Suprema Corte americana em meados do século XX, culminando na decisão Brown v. Board of Education de 1954. Contudo, o fim das leis segregacionistas pelos Estados Unidos seria um processo mais longo, passando pelas décadas de 1950, 1960 e 1970, envolvendo muitas decisões de cortes estaduais e federais, além das ações dos poderes legislativos.